# Вулиця Миколи Зерова (Новомиргород)
Ву́лиця Мико́ли Зе́рова — вулиця в місті Новомиргород Кіровоградської області, одна з основних вулиць Златополя. Протяжність — близько 1,8 км. Частина територіальної дороги місцевого значення Т 2401.

## Розташування
Починається від провулку Херсонського в західній частині Златополя, простягається на схід до міської межі.
Прилеглі вулиці: Херсонська, тупик Гуляйпільський, Транспортна, Молодіжна, Садова, Шевченка, Соборності, пров. Івана Бойка, Холодноярська, Кузнечна, Українська, Єврейська, Златопільська, пров. Златопільський, пров. 2-й Златопільський.

## Історія
За інформацією златопільського аптекаря І. І. Гольдмана, в 1800 році вулиця була одною з небагатьох забудованих у місті і являла собою частину поштової дороги, що вела з Києва до Одеси.
В часи Російської імперії вулиця називалась Дворянська.
У 1915-1917 роках в будинку №41 по вул. Дворянській мешкав Микола Зеров.
Після Жовтневого перевороту 1917 року назва була змінена на честь радянського політика, народного комісара освіти СРСР Анатолія Васильовича Луначарського.
Відповідно до протоколу №2 засідання топонімічної комісії при виконавчому комітеті Новомиргородської міської ради від 9 вересня 2015 року, на громадське обговорення з-поміж інших урбанонімів було винесено варіант перейменування вулиці на вул. Зерова., однак на сесії міської ради 13 листопада того ж року вулицю не перейменували. Вулиця отримала назву на честь Миколи Зерова згідно з розпорядженням Новомиргородського міського голови №47 від 19 лютого 2016 року з урахуванням рекомендацій топонімічної комісії при виконавчому комітеті міської ради.

## Об'єкти

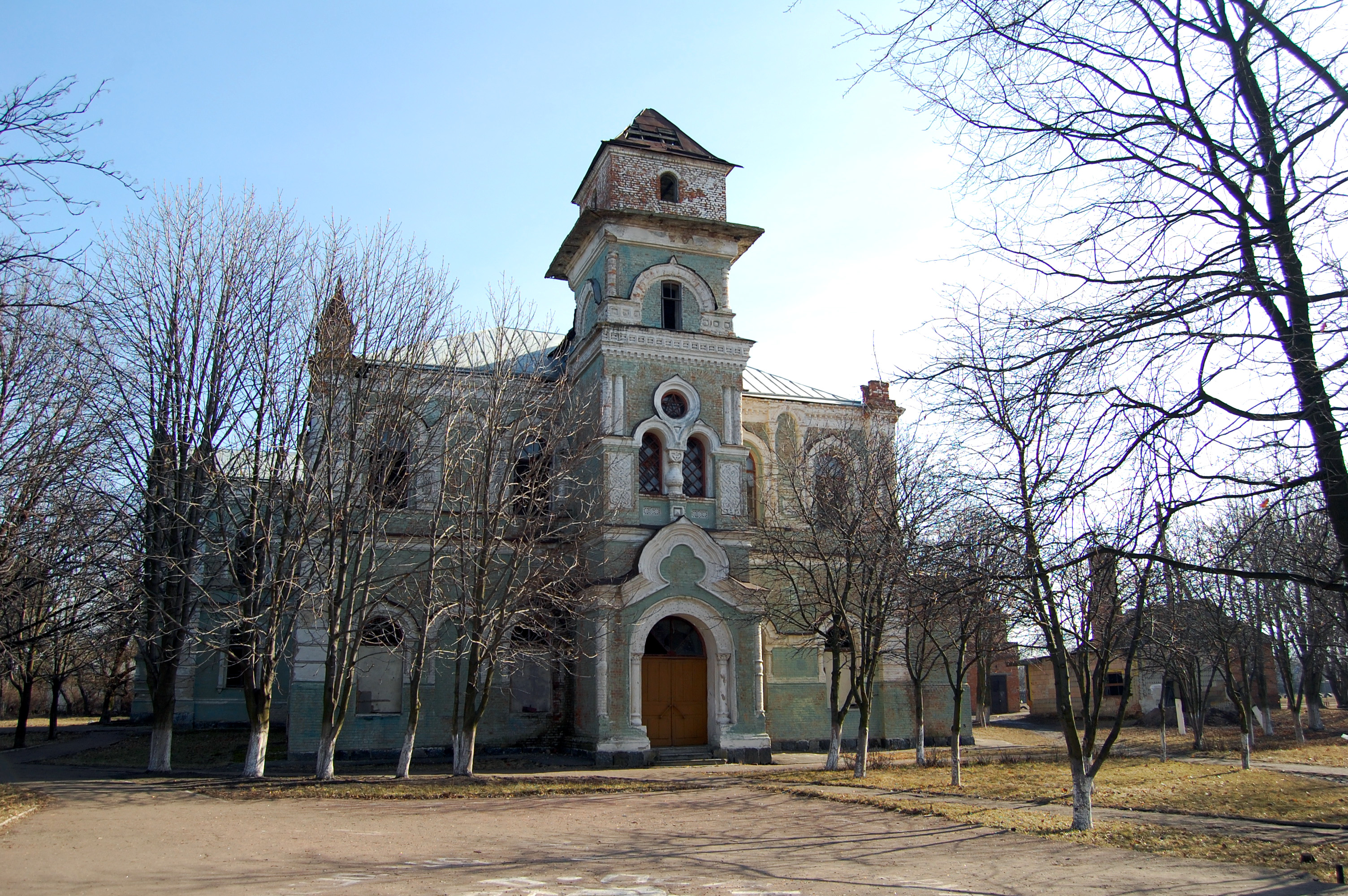
Златопільська гімназія (1891)

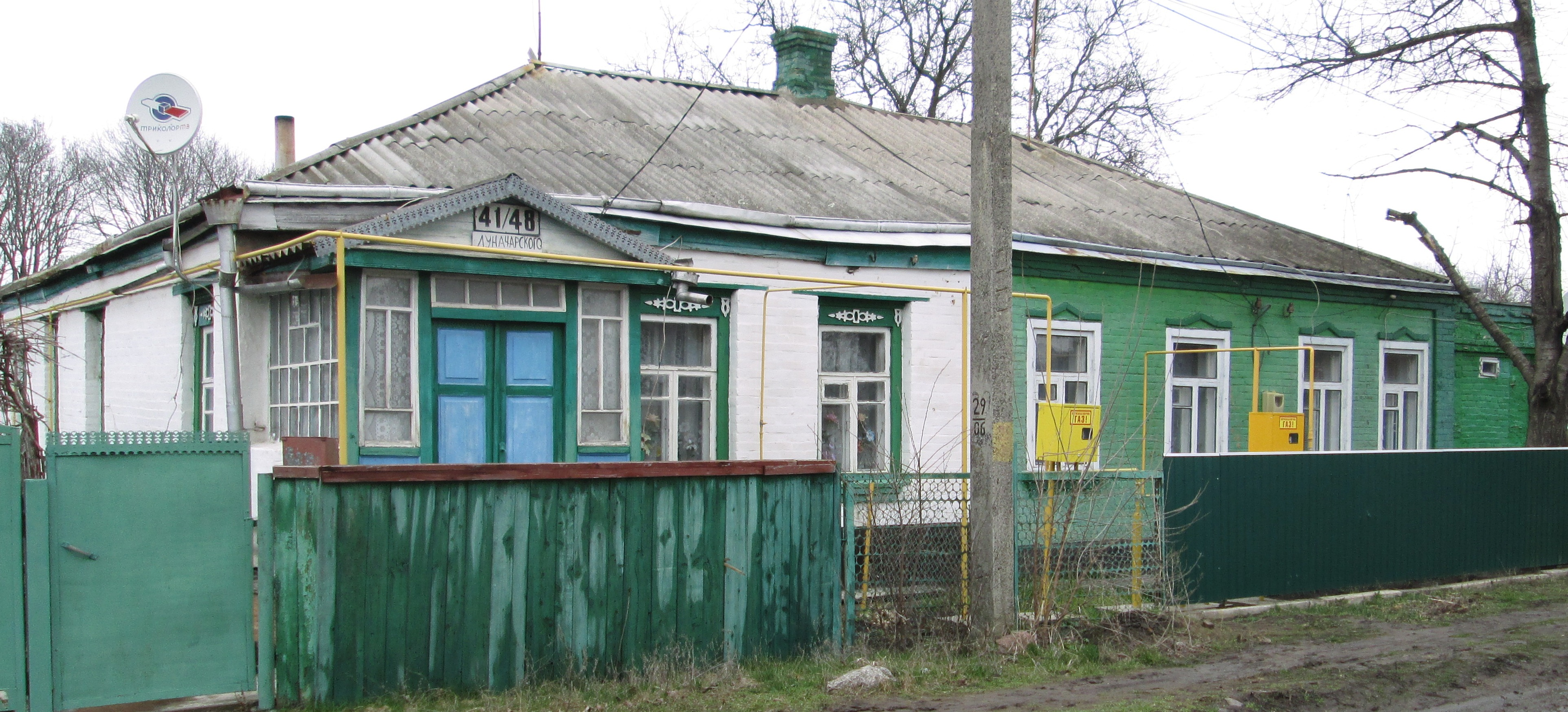
Будинок №41

Основні об'єкти, розташовані по вулиці Миколи Зерова:
- Загальноосвітня школа I—III ступенів № 1;
- Златопільська гімназія;
- Автостанція;
- численні магазини, аптеки тощо.
- будинок №41, в якому мешкав у 1915-1917 роках Микола Зеров.